# Le porte di Damasco
Le porte di Damasco (titolo orig. Postern of Fate) è un romanzo poliziesco scritto da Agatha Christie e pubblicato nell'ottobre 1973. Ultima opera scritta dalla Christie, protagonisti sono, anche qui per l'ultima volta, la coppia di investigatori Tommy e Tuppence Beresford. Gli ultimi due romanzi pubblicati prima della sua morte, infatti, erano già stati stesi negli anni Quaranta.
Il titolo del romanzo è tratto dalla poesia "Gates of Damascus", di James Elroy Flecker, citata in esergo. Il componimento di Flecker fu usato dall'autrice anche per il racconto "The Gate of Baghdad", apparso nella raccolta di storie brevi Parker Pyne Investigates, del 1934.

## Trama
Nei primi anni Settanta, Tommy e Tuppence Beresford hanno ormai deciso di ritirarsi a vita privata. La coppia si trasferisce in un quieto villaggio. Mentre sistemano la casa acquistata da poco, s'imbattono in un libro che contiene il seguente messaggio: "Marie Jordan non è morta di morte naturale. L'ha uccisa uno di noi. Io so chi è stato". Chi ha scritto questo messaggio? Chi era Marie Jordan? Chi l'ha uccisa? A queste domande tentano di rispondere i coniugi Beresford, ricominciando a investigare questo cold case, risalente alla Prima Guerra Mondiale. Tornando alla vita avventurosa che avevano vissuto, scopriranno che concerne l'avvelenamento di una donna dello spionaggio.

## Personaggi
- Tommy e Tuppence Beresford, una coppia di anziani investigatori dilettanti
- Albert, il loro cameriere, ora vedovo
- Deborah, la loro figlia, sposata e madre di tre figli (Andrew, Janet e Rosalie)
- Hannibal, il suo cagnolino nero, un Manchester Terrier
- Isaac, il vecchio giardiniere
- Miss Little, una donna alta ed espansiva, soprannominata "The Community Trumpet"
- Miss Price-Ridley, una signora spigolosa con molti denti
- La Signora Lupton, una vecchia signora che cammina su due bastoni
- Signorina Bolland, vive vicino alla canonica
- Il Vicario
- Miss Griffin, un'anziana signora intelligente sulla novantina
- Clarence, ragazzo della porta accanto, 13 anni, con capacità di investigazione
- Signor Albert Crispin, agente segreto dell'intelligence
- Signor Robinson, ufficiale molto anziano dell'intelligence
- Colonnello Pikeway, ufficiale dell'intelligence
- Colonnello Atkinson, ufficiale dell'intelligence

## Edizioni italiane
- Agatha Christie, Le porte di Damasco, traduzione di Luciana Crepax, n. 1611, Il giallo mondadori, Mondadori, 16 dicembre 1979.
- Agatha Christie, Le porte di Damasco, traduzione di Luciana Crepax, n. 515, I classici del giallo mondadori, Mondadori, ottobre 1986.
- Agatha Christie, Le porte di Damasco, traduzione di Luciana Crepax, Oscar scrittori moderni, Mondadori, 1° febbraio 2003,  pp. 168, ISBN 9788804510062.
- Agatha Christie, Le porte di Damasco, traduzione di Luciana Crepax, Oscar moderni, Mondadori, 7 giugno 2022,  pp. 224, ISBN 9788804763239.
- Agatha Christie, Le porte di Damasco, traduzione di Luciana Crepax, Oscar moderni, Mondadori, 24 luglio 2025,  pp. 224, ISBN 9788804810124.